# Saharenana
De Saharenana is een rivier in Diana, de noordelijkste regio van Madagaskar. Ze ontspringt in de buurt van Joffreville en mondt uit in de Indische Oceaan. Nabij Antananandrenitelo kruist ze de Route nationale 6.

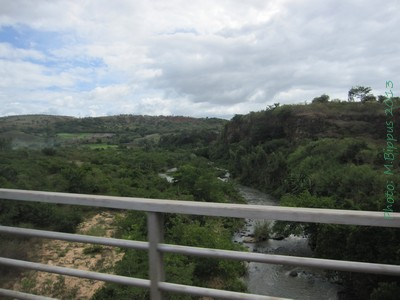
Uitzicht op de Saharenana vanaf de Route nationale 6